# Square du Vert-Galant
Der Square du Vert-Galant ist eine Grünanlage im 1. Arrondissement von Paris.

## Lage
Die Anlage liegt an der Westspitze der Île de la Cité im Quartier Saint-Germain-l’Auxerrois. Sie liegt etwa 7 m tiefer als die übrige Insel und damit auf dem ursprünglichen Niveau. Allerdings bedeutet dieser Unterschied, dass die Insel vom Hochwasser der Seine betroffen ist.

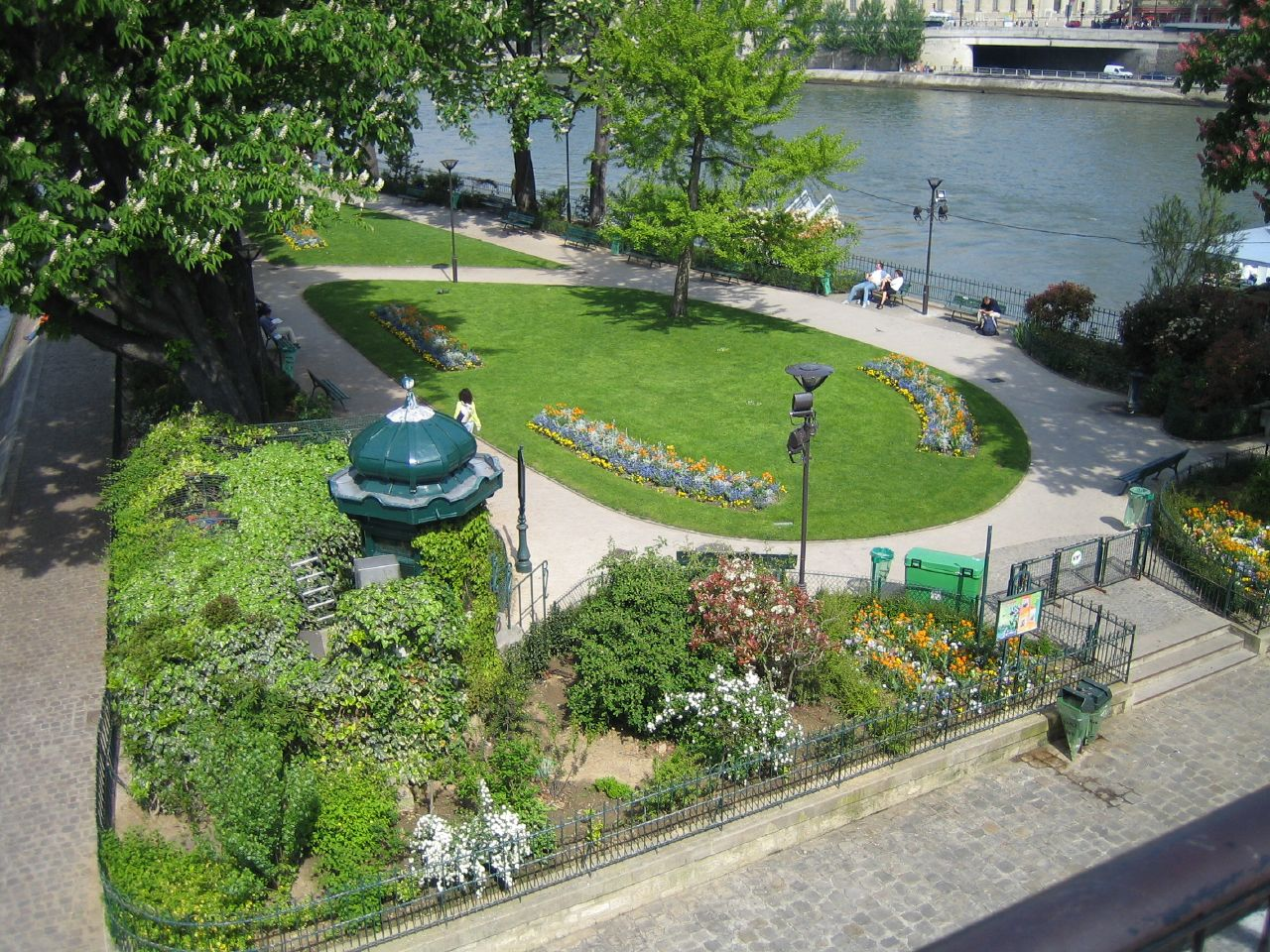
Square du Vert-Galant
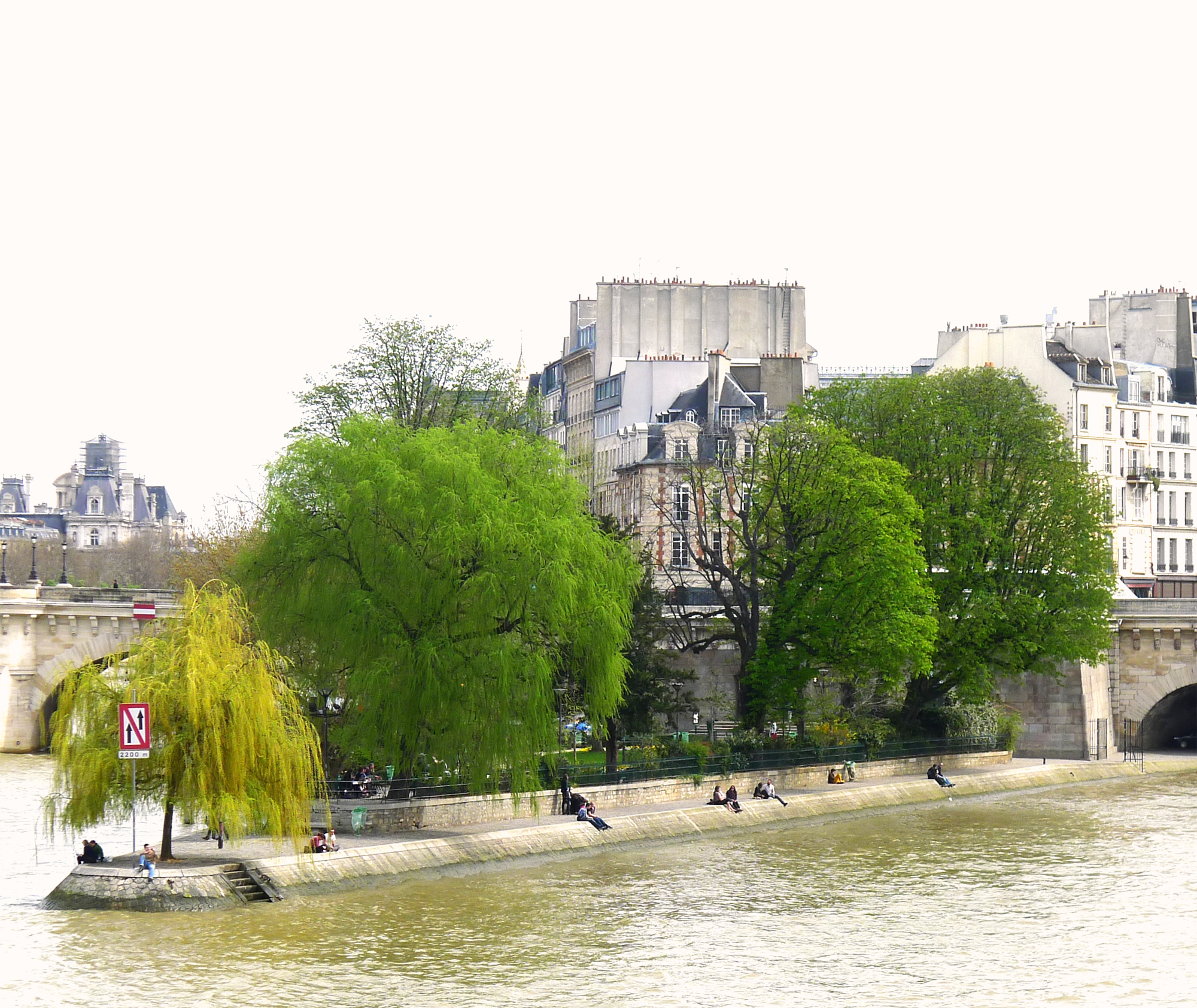
Sicht vom Quai de Conti auf den Square
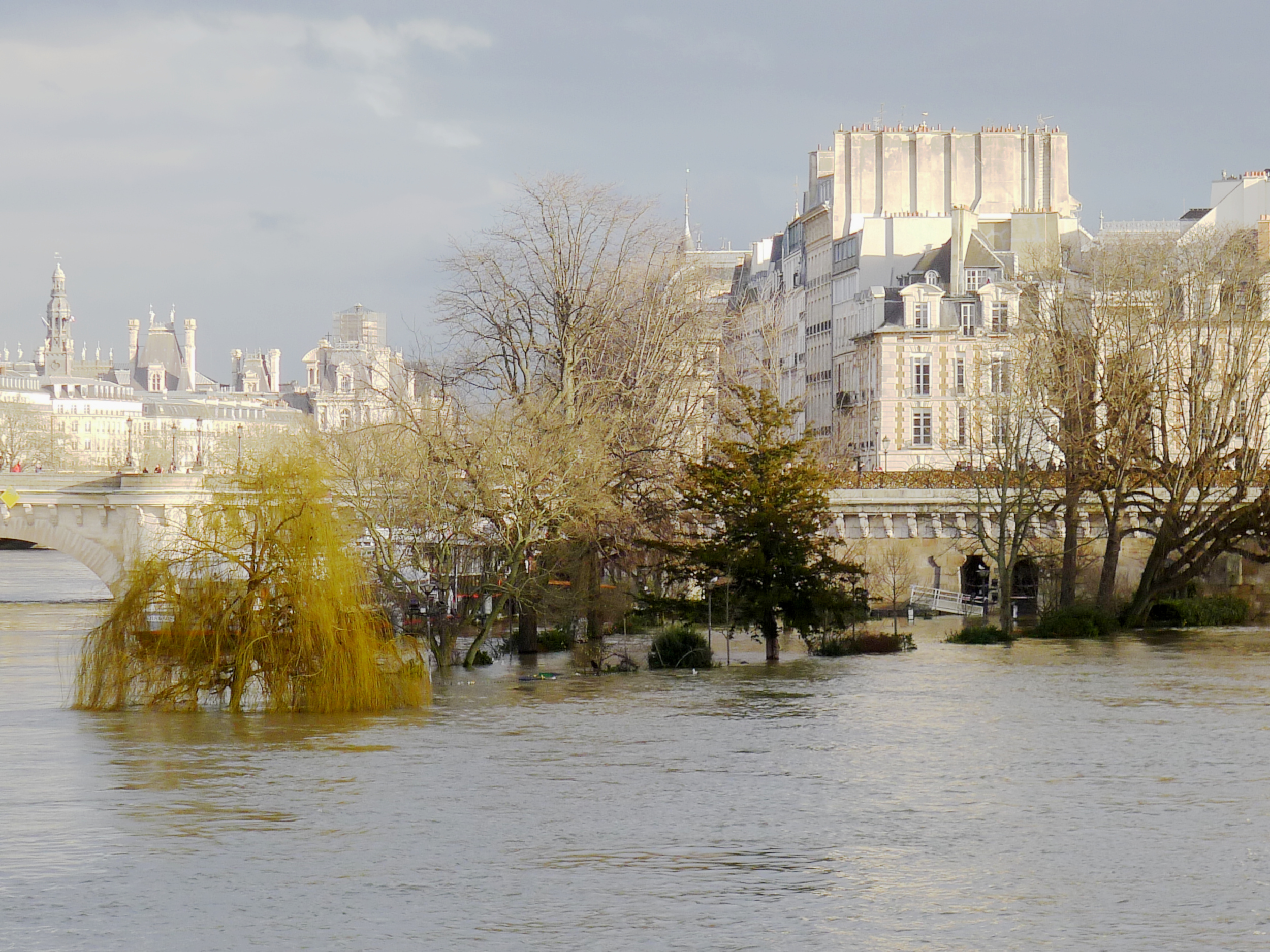
Der Square beim Hochwasser vom Januar 2018
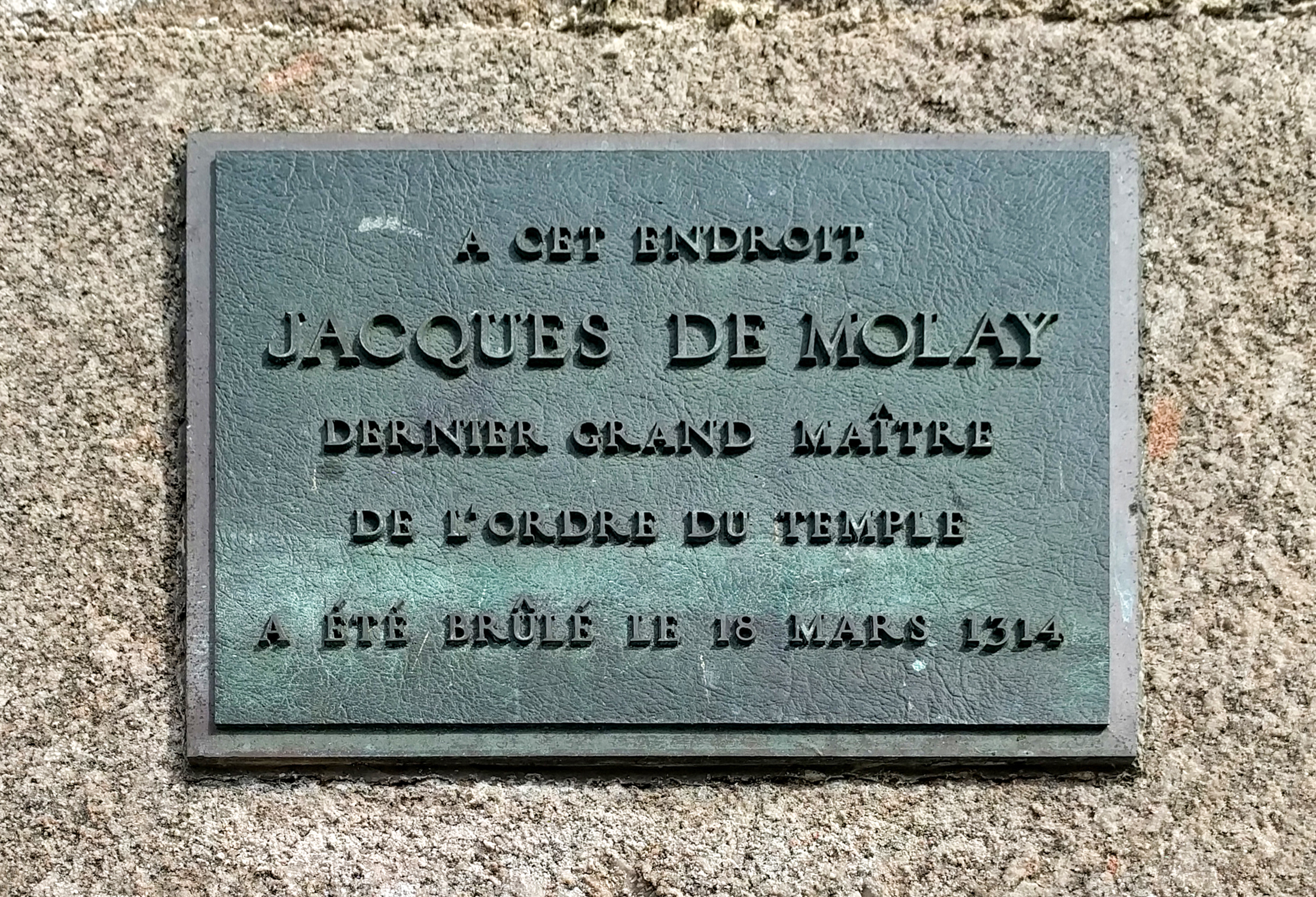
Hinweistafel auf Jacques de Molay.

## Namensursprung
Der Square verdankt seinen Namen Heinrich IV., der den Beinamen Vert-Galant erhielt, wegen seiner zahlreichen Mätressen, die er bis ins hohen Alter unterhielt. Am Eingang der Grünanlage steht ein Reiterstandbild von Henri IV. auf der Höhe der Pont Neuf, die den Square von der Insel „trennt“.

## Geschichte

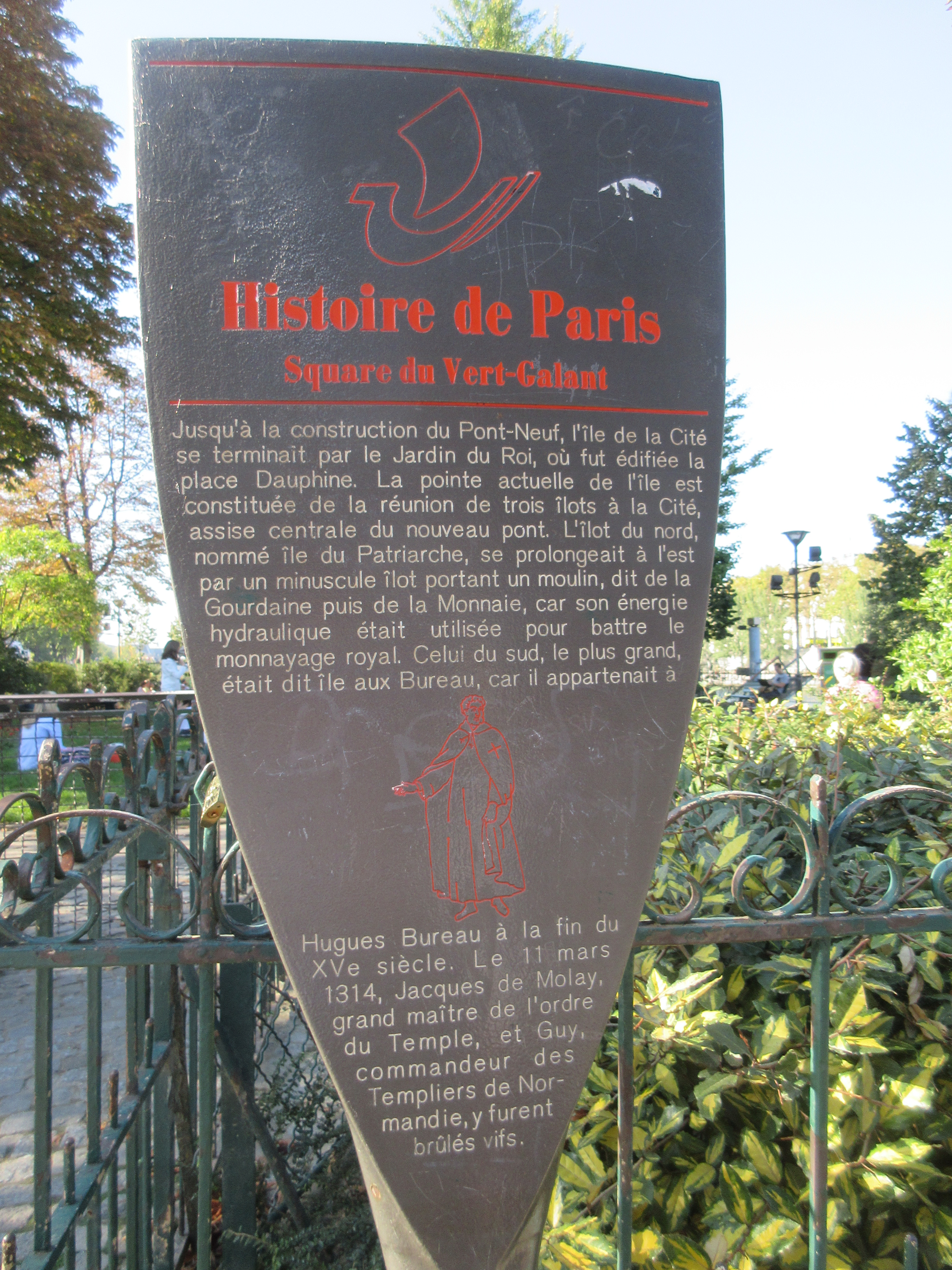
Gedenktafel am Eingang

Die Insel ergab sich aus der Zusammenlegung von mehreren kleinen Inseln, wie die Île aux Juifs, auf der die letzten Templer verbrannt wurden, und die Île du Patriarche. Eine Gedenktafel erinnert daran, dass hier der «letzte Großmeister des Templerordens», Jacques de Molay, am 18. März 1314 auf dem Scheiterhaufen verbrannt wurde.
Bevor es die Grünanlage gab, wurden die 2665 m² um 1765 von einem Bad und 1865 von einem Konzertcafé genutzt. Dies wurde 1879 durch ein Hochwasser zerstört. 1884 übergab der Staat das Gelände der Stadt Paris.

## Sehenswürdigkeiten
- Auf der Anlage steht ein Wallace-Brunnen.
- Auf 1642 m² der Anlage stehen folgende Pflanzen: Gewöhnliche Rosskastanien, Eiben, Prunus, Schwarznussbäume, Eschen-Ahorn, Trauerweiden und viele mehr.
- Rund um die Halbinsel kann man Schwäne, Enten und verschiedene Vögel beobachten.

## Square du Vert-Galant in der Kunst
- Square du Vert-Galant heißt eine berühmte Fotografie von Robert Doisneau aus dem Jahr 1950.
- Ein Gemälde von Maurice Boitel von 1989 zeigt die Überschwemmungen der Seine am Vert-Galant zum Ende des 20. Jahrhunderts.